# Victoria Brown
Victoria Jayne Brown (Melbourne, 27 luglio 1985) è una pallanuotista australiana.

## Palmarès
- Giochi olimpici

Londra 2012: bronzo.
- Coppa del mondo

Christchurch 2010: bronzo.
- World League

Kiriši 2005: bronzo.